# Барська публічна бібліотека
Барська публічна бібліотека (до 2021 року — Барська районна бібліотека) — інформаційний, освітній, культурний та громадський центр Барської міської територіальної громади Вінницької області.

## Історія
Перші відомості про бібліотечне обслуговування жителів подільського містечка Бар Вінницької області стосуються 1900 року. Тоді тут була створена невелика книгозбірня, якою користувався люд міста. З приходом радянської влади 1922 року у місті відкривається клуб, а при ньому — міська бібліотека. У роки німецько-радянської війни бібліотечний фонд був частково знищений. Нове формування фонду розпочалося з 1946 року, коли бібліотека знову запрацювала — вже у статусі районної установи. Централізація мережі бібліотек району системи Міністерства культури відбулася в 1978 році. ЦБС об'єднувала центральну та районну бібліотеку для дітей, сільські бібліотеки-філії, бібліотеку селища міського типу Копайгород, які увійшли до державного реєстру. З 2004 року Барська районна бібліотека стає юридичною особою — комунальним закладом районної ради, а з 1 вересня 2017 року — комунальним закладом Барської міської ради у складі утвореної ОТГ. У березні 2021 року назву установи змінено на Комунальний заклад «Барська публічна бібліотека» Барської міської ради.

## Структурні підрозділи
Виконання статутних завдань закладу забезпечують такі структурні підрозділи:
- відділ обслуговування (абонемент, читальний зал, сектор юнацтва),
- бібліотека для дітей,
- сектор комплектування і обробки документів,
- відділ інформаційних технологій та електронних ресурсів,
- Інтернет-центр,
- адміністративно-господарський відділ.

У 2017 році були реорганізовані сектор мистецтва та книгосховище.
На сьогодні Барська публічна бібліотека є сучасним інформаційно-освітнім та культурним центром громади з фондом більше 89 тис. документів, якими щороку користуються близько 9 тис. користувачів.
Працюють бібліотечні клуби за інтересами «Подільські оденьки», «Будьмо здорові», «Право», «Літературна п'ятниця», духовно-просвітницький центр «Джерело вічності», «Роксолана», студія сучасного декору «Дивосвіт».

## Проектна діяльність
Важливою складовою роботи районної бібліотеки є інноваційна діяльність по реалізації різнопланових проектів, співфінансованих вітчизняними та міжнародними донорами.
Починаючи з 2002 року бібліотека втілила у життя 26 проектів, найзначимішими серед яких є наступні:
- — «Створення якісних послуг у сфері культури м. Бар (бібліотека: ремонт, придбання обладнання)» з бюджетом 114 тис. грн. від Українського фонду соціальних інвестицій (УФСІ) за фінансування Представництва Світового банку в Україні, внеску громади та з місцевого бюджету, 2002—2004 рр.;
- — «Інтернет для читачів публічних бібліотек (LEAP-V)»/ 13 тис. доларів від Відділу преси, освіти та культури Посольства США в Україні, 2006—2009 рр.;
- — «Покращення доступу сільського населення до правосуддя» із загальним бюджетом 400 тис. євро від Творчого центру Каунтерпарт та Інституту громадянського суспільства за фінансування Євросоюзу, 2006—2008 рр. В ході проекту при бібліотеці запрацював регіональний інформаційно-консультативний офіс;

2009 року — перемога у конкурсі «Успішні громади» від УФСІ в рамках гранту Уряду Японії, в результаті чого районна бібліотека одержала комп'ютерну та мультимедійну техніку на суму 27,6 тис. грн;
- — «Впровадження нових бібліотечних послуг з використанням доступу до Інтернету»/ 78 тис. грн. від програми «Бібліоміст», 2010—2013 рр.;
- — «Створення Центру проектного менеджменту»/ 2320 доларів США від програми «Бібліоміст», 2010 р.;
- — «Вікно у світ для незрячих і слабкозорих»/ 28,6 тис. грн. від Фонду Східна Європа, 2011 р.;
- — «Надання громаді інформаційних послуг та освоєння електронного врядування»/ 18,6 тис. грн. від програми «Бібліоміст», 2013—2014 рр. Розроблено Барський портал — електронний продукт, на якому оприлюднюються рішення органів місцевого самоврядування та інша офіційна інформація;
- — «Створення культурно-дозвіллєвого простору для малечі „Барська БібліоНяня“»/ 6 тис. грн. від Вінницького комітету молодіжних організацій за фінансування Національного фонду підтримки демократії (NED, США), 2013 р.;
- — «Регіональний піар-офіс сучасних бібліотек у Вінницькій області»/ 4,7 тис. грн. від програми «Бібліоміст» (вартість ноутбука для реалізації проекту), 2014 р.;
- — «Покращення умов надання послуг у сфері культури для громади м. Бар. Першочергові заходи по капітальному ремонту та енергоефективності КЗ „Барська районна бібліотека“, навчання громади, Барський район, Вінницька область/KFW»/ 620 тис. грн. в рамках проекту «Сприяння розвитку соціальної інфраструктури» УФСІ за рахунок гранту уряду Німеччини через банк розвитку KFW, внеску у співфінансування з районного бюджету та місцевої громади), 2015 р.;
- — «Бібліотечна полікультурніка»/ 11110 грн. (вартість 2-х планшетів для реалізації проекту) від програми «Бібліоміст», 2015 р.;
- — «Все про Європу: читай, слухай, дізнавайся в пунктах європейської інформації в бібліотеках»/ 2180 грн. (вартість електронної книги для реалізації проекту) від Української бібліотечної асоціації за підтримки Європейського Союзу в рамках програми «Еразмус +», 2016 р.;
- — «Фотоісторія рідного міста»/ 15 тис. грн. від програми «Активні громадяни» Британської ради, 2016 р.;
- — «Покращення умов надання послуг у сфері культури для громади м. Бар. Першочергові заходи по капітальному ремонту та енергоефективності КЗ „Барська районна бібліотека“ (капітальний ремонт покрівлі приміщення)»/ 165,5 тис. грн. за кошти обласного та районного бюджетів в рамках ХІІІ обласного конкурсу проектів розвитку територіальних громад, 2016 р.;
- — «Розробка курсу на зміцнення місцевого самоврядування в Україні» (ПУЛЬС)/ 200 $, виконувався Асоціацією міст України у партнерстві з Радою міжнародних наукових досліджень та обмінів (IREX) за фінансової підтримки Агентства США з міжнародного розвитку (USAID), 2017 р.

Барська районна бібліотека відзначена званням «Бібліотека року» (2009) у Всеукраїнському конкурсі від Української бібліотечної асоціації, «Краща бюджетна установа області» (2007, 2009 — районна бібліотека для дітей) в обласному конкурсі, штаб-квартира Вінницького регіонального піар-офісу сучасних бібліотек України. У 2010—2012 рр. при бібліотеці у проекті розвитку громади працювала волонтер Корпусу Миру США в Україні Маргарет Хенкемп.
Центр проектного менеджменту бібліотеки навчає методам написання проектних заявок, різноманітним інструментам підготовки, реалізації та управління проектами для представників місцевої виконавчої влади та органів самоврядування, громадських організацій, працівників різних сфер діяльності, активістів громади. Особлива роль відводиться навчанню на практиці, тобто написанню проектних заявок для безпосередньої участі в оголошених конкурсах.

## Інноваційна діяльність
Впровадження новітніх інформаційних технологій відкрили можливості використання ресурсів мережі Інтернет у проведенні нетрадиційних заходів (інтернет-мандрівок, вебоглядів, скайп-конференцій, віртуальних виставок та подорожей тощо). Використовуються законодавчі бази Інтернету для надання правової інформації, безкоштовних юридичних консультацій, доступу користувачів до вторинної правової допомоги, пошуку роботи і відкритті власної справи непрацюючим. Підготовлений бібліотекар виконує роль інформаційного менеджера та інформаційного гіда для членів своєї громади. Часто бібліотека проводить консультування і для інших регіонів, передаючи їм кращі практики. Відповідні консультації отримували бібліотекарі з Одещини і Дніпропетровська, представники громадських організацій Чернігова, Львова, Івано-Франківщини та помічники народних депутатів України у приміщенні Верховної Ради. Працівники Барської районної бібліотеки шукають різні можливості залучення додаткових коштів, налагодження ділових зв'язків з потенційними партнерами, презентуючи сучасні послуги. На замовлення Ради міжнародних наукових досліджень та обмінів (IREX) у 2010 р. відзнято фільм «Бібліотечні інновації в Україні» про результати впливу Центру проектного менеджменту Барської бібліотеки на розвиток територіальних громад:
https://www.youtube.com/user/barlib1/videos
Про здобутки бібліотеки висвітлювали національні медіа — газетне видання «Урядовий кур'єр», телевізійний «5 канал» та перший канал радіомовлення «УР-1», міжнародне «Радіо Свобода».
Барська бібліотека реагує на актуальні виклики сьогодення в організації соціокультурної діяльності: проводиться робота з внутрішньо переміщеними особами та демобілізованими учасниками АТО, національно-патріотичне виховання молоді, заходи роз'яснювально-популяризаційного характеру стосовно об'єднання територіальних громад, можливих переваг євроінтеграції.